# Micaela Cousiño Quiñones de León
Micaela Ana María Cousiño y Quiñones de León (Vichy, Allier, 30 de abril de 1938-París, 13 de marzo de 2022) fue la segunda esposa de Enrique de Orleans, conde de París, pretendiente al trono de Francia desde 1999 hasta 2019. Ostentó los títulos de condesa  de París y duquesa de Francia por matrimonio.

## Primeros años de vida
Hija menor de Luis Maximiliano Cousiño y Sébire, rico heredero de una poderosa familia chilena y nieto de Luis Cousiño Squella, y de su esposa Antonia María Micaela Quiñones de León y Bañuelos, IV marquesa de San Carlos.
Divorciada de Jean-Michel Bœuf (matrimonio civil en 1961, con un hijo, Alexis Bœuf), se casó civilmente en Burdeos el 31 de octubre de 1984 con el príncipe Enrique de Orleans, a continuación, "conde de Clermont", después "conde de Mortain", hijo mayor del príncipe Enrique de Orleans, conde de París, pretendiente al trono de Francia (desde 1940 hasta 1999). El primer matrimonio del príncipe fue reconocido inválido por Roma, y contrajeron matrimonio religioso el 26 de septiembre de 2009, en la iglesia de San Juan Bautista en Arcangues (Pirineos Atlánticos), donde la hoy condesa de París pasó parte de su infancia.
La llamada condesa de París y duquesa de Francia (títulos de cortesía) hizo carrera en la radio en Francia, luego en una agencia de noticias, posteriormente en una gran empresa de publicidad en Madrid y en una publicación en París. En 1978, fue asistente especial en la Oficina del Ministro de Presupuesto, donde era responsable de comunicación del Ministro y los altos directivos del Departamento: la ley fiscal de la UE, las costumbres, IMB. Su misión terminó en mayo de 1981, con el cambio de Presidente de la República.

## Filmografía
- Llave en El Silencio, documental retrato de Marc-Laurent Turpin, (50min) - medida 6 Films, 2009 (EAN 3-770000-653126).
- Enrique VII, el príncipe de Francia, Prince'sUniversal, histórico documental Marc-Laurent Turpin, (120 minutos), la medición-6 Films, 2009 (EAN 3-770000-653137).